# الدوري التركي الممتاز 2011–12
الدوري التركي الممتاز 2011–12 (بالتركية: 2011-12 Süper Lig)‏ هو موسم من الدوري التركي الممتاز. أقيم خلال الفترة 9 سبتمبر 2011 وحتى 12 مايو 2012، والذي يشرف على تنظيمه اتحاد تركيا لكرة القدم، وكان عدد الأندية المشاركة فيه  18، وفاز فيه غلطة سراي.